# Redux (bibliothèque JavaScript)
Redux est une bibliothèque open source JavaScript de gestion d'état pour applications web. Elle est plus couramment utilisée avec des bibliothèques comme React ou Angular pour la construction d'interfaces utilisateur. Semblable à (et inspirée de) l'architecture Flux, elle a été créée par Dan Abramov  et Andrew Clark.

## Description
Redux est une petite bibliothèque conçue pour être un conteneur d'état d'application.
Elle est influencée par la programmation fonctionnelle du langage Elm.

## Historique
Redux a été créé par Dan Abramov et Andrew Clark en 2015. Abramov a commencé à écrire la première implémentation de Redux lors de la préparation pour un discours de conférence à React Europe. 